# الأوقاف في مقدونيا

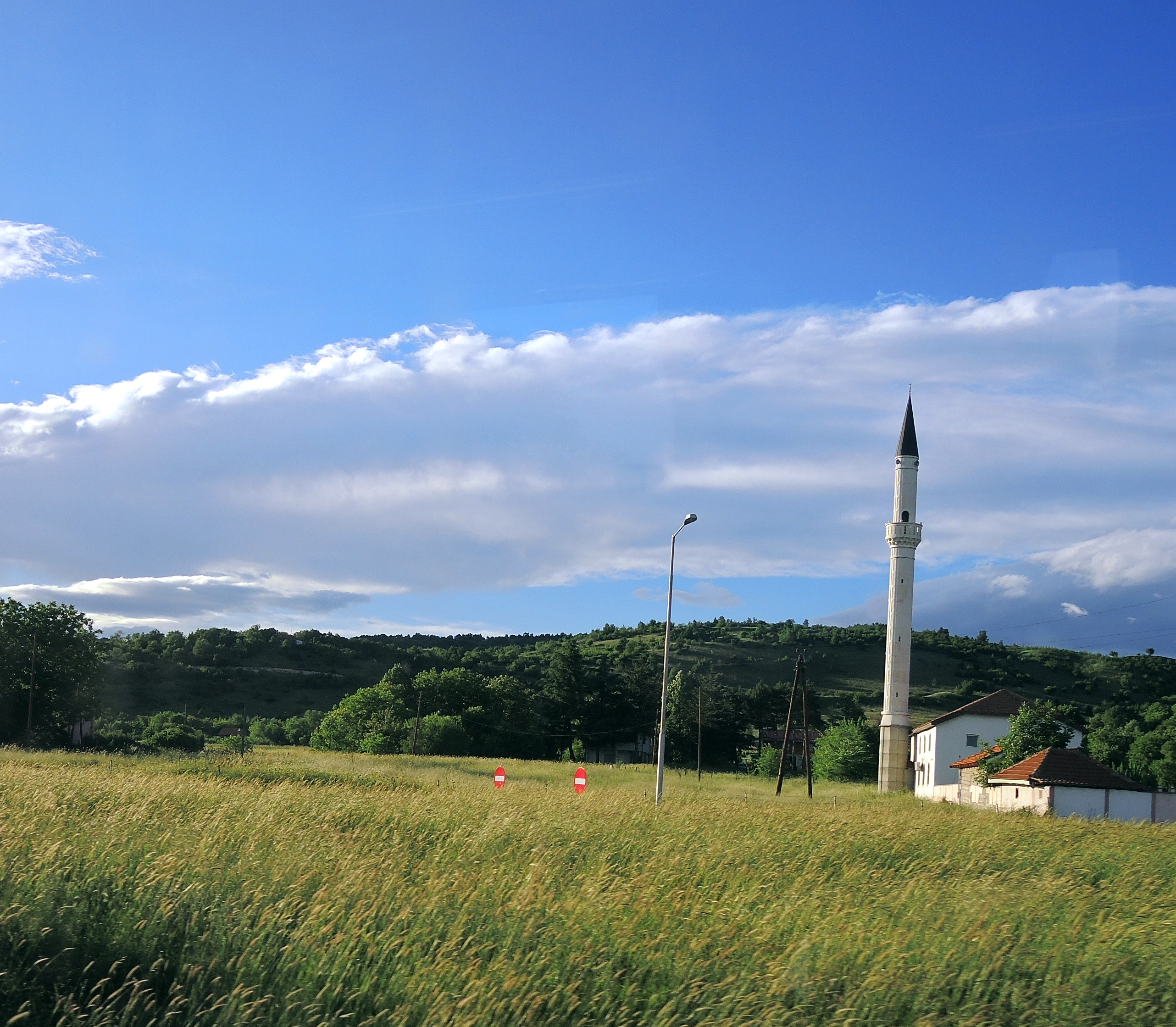
مقدونيا - مسجد ريفي

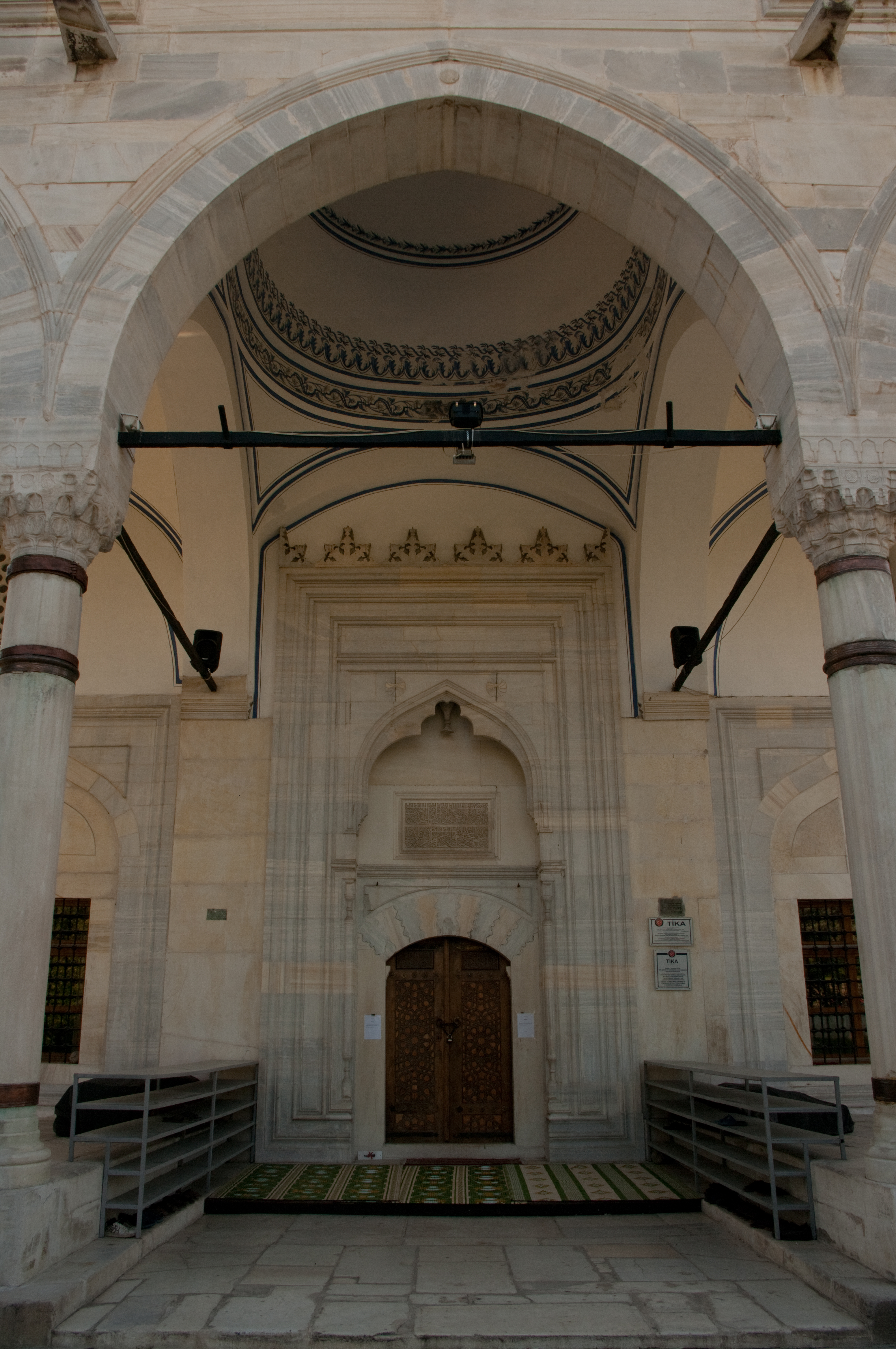
بوابة مسجد مصطفى باشا في سكوبي، مقدونيا

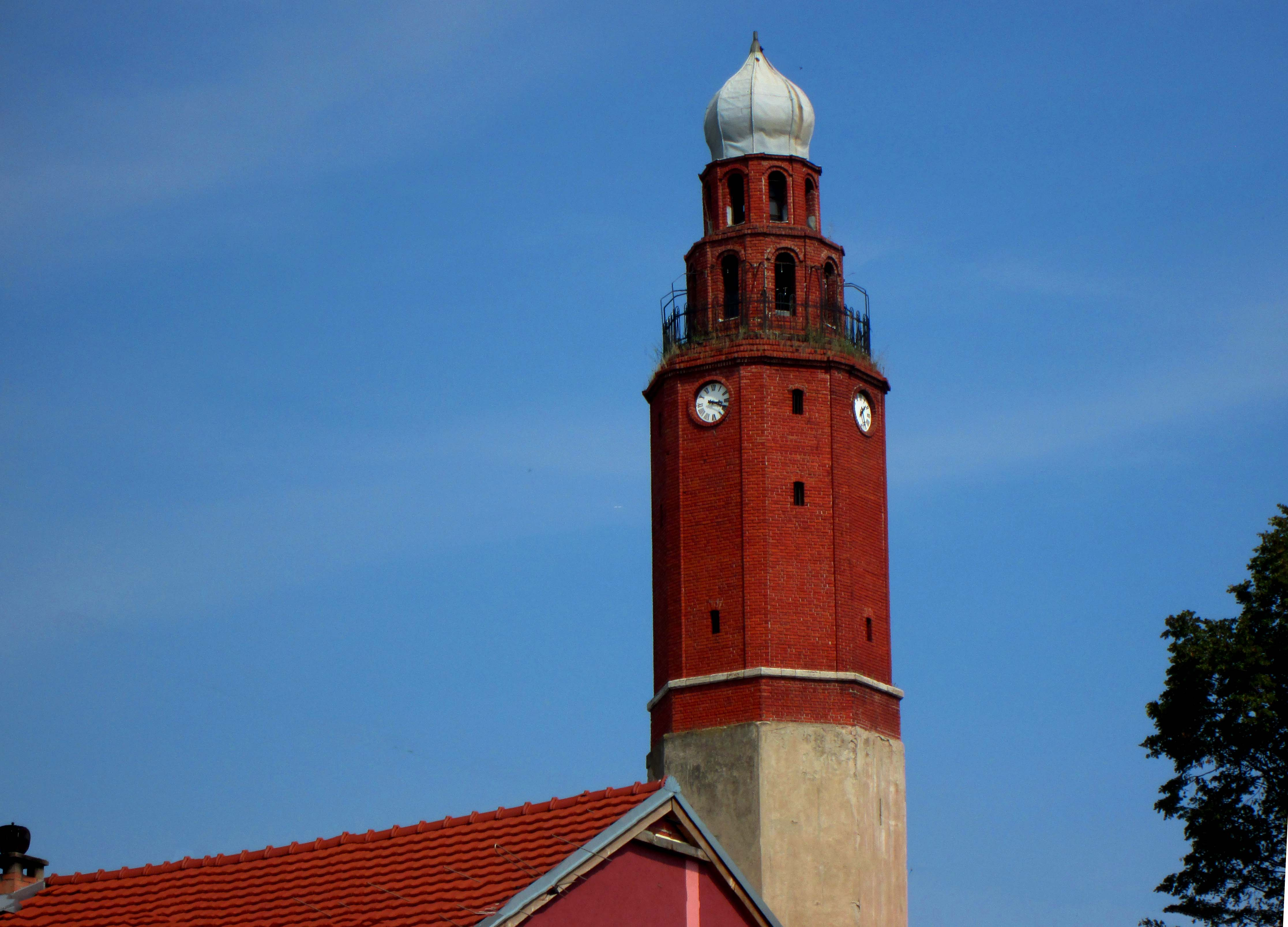
برج الساعة في سكوبيي بالقرب من مسجد السلطان مراد وهم الأقدم في هذه المنطقة في عهد الدولة العثمانية

الأوقاف في مقدونيا بدأ تأسيس الأوقاف في مقدونيا، بعد أن دخلتها الدولة العثمانية في أواخر القرن الرابع عشر الميلادي، ونشأت في الوقت نفسه مجموعات وقفية، تتكون من الأقسام الدينية والخيرية، التي بُنيَت بمساعدات الأوقاف،

## مراحل الوقف في مقدونيا
المرحلة الأولى: وكانت من بداية القرن الخامس عشر الميلادي، وامتدت إلى منتصف القرن الثامن عشر الميلادي، وهذه المرحلة، هي الأفضل في تاريخ الأوقاف المقدونية، إذ شهدت إنشاء أهم أوقافها، من مساجد، وزوايا، وتكايا، ومدارس وكتاتيب، ومكتبات، وغير ذلك من الوقفيات المختلفة في شرق وشمال وجنوب غرب مقدونيا.
المرحلة الثانية: وهي بداية تدهور الأوقاف في مقدونيا، وقد استمرت هذه المرحلة من منتصف القرن الثامن عشر الميلادي، إلى نهاية الحكم العثماني، وقد ذكرت بعض الوثائق إجراءات حاسمة، اتخذت من قبل السلطة المركزية لصون الأوقاف ووضع حد لسقوطها.
المرحلة الثالثة: وهي مرحلة العهد الأخير، والتي تبدأ من بعد خروج مقدونيا من الحكم العثماني، عام (1913م)، وهي المرحلة التي نُهبَت جُلّ أوقافها، من قِبَل الاتحاد اليوغسلافي، تحت ما يسمى بقانون الاستصلاح الزراعي، الذي استولى على90% من أوقاف مقدونيا.

## بداية الأوقاف الإسلامية في مقدونيا
بدأ إنشاء المنشئات الوقفية الإسلامية في مقدونيا، مع وصول العثمانيين إلى شبه جزيرة البلقان، ومن ثم إلى مقدونيا، وذلك في سنة: (791هـ- 1389م)، وكان في مقدمة هذه المنشئات الوقفية: (الجوامع)، وهذه الفترة، كانت تتميز بتأسيس الأوقاف الكبيرة، مثل أوقاف السلاطين والوزراء، التي اشتهرت باسم العمارات، وتضم هذه الأوقاف، الجوامع والمدارس ومحطات استراحة القوافل، وعدد من الغُرَف، والفصول التابعة للمدارس، والأبنية المرافقة.

## الأوقاف في مقدونيا خلال العهد العثماني

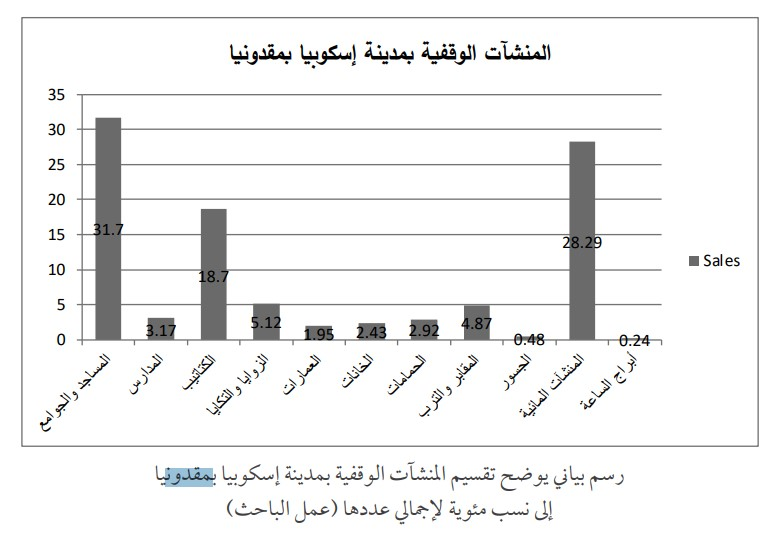
إحصائيات المنشات الوقفية بمدينة إسكوبيا بمقدونيا

### الأوقاف في شمال مقدونيا
بعد وصول الدولة العثمانية إلى مقدونيا، أواخر القرن الرابع عشر الميلادي، وزَّع السلطان أملاكاً واسعة على الوزراء، وحكام المنطقة في شمال مقدونيا، وأدّى هذا إلى إنشاء الأوقاف في مقدونيا، ثم أُلغي هذا الوقف في عهد السلطان محمد الثاني، ثم إن السلطان الذي تسلم بعده زمام الدولة العثمانية، أبطل القرار، وأعاد كل الأوقاف إلى الوضع الذي كانت عليه قبل القرار.
ومن الأوقاف، في شمال مقدونيا، وقف سلجوق بك، إذ يثبت دفتر التسجيل العثماني لعامَي: (1453/1454م)، حيث سَجَّلَ هذا الدفتر "وقف سلجوق بك"، الذي أوقفَ جميع الدخل من قرية "بياستة"، والذي يبلغ في العام المذكور (865) آقجة، كما بلغ إيراد الوقف المذكور من القرية، والذي شمل مطحنة مائية داخل تتوقا، وحقلين للعنب في قرية "كوشين"(1010) آقجة في العام: (1468م)، وبناء على دراسات أجراها باحثون للسجلات الموسعة للقرنين (الخامس، والسادس عشر الميلاديين)، أظهرت أن هناك تسجيلاً دقيقاً لإيرادات "وقف سجلوق بك" عامي: 1545م، و1568م، والتي أظهرت المعلومات عن بناء أول مسجد في مدينة تتوفا، وأفادت بأن الأئمة المذكورين منذ سنتي: ( 1453/1454م)، هم بالذات أئمة هذا المسجد.
ومن الأوقاف في شمال مقدونيا أيضاً، ما ورد في السجل الإحصائي لسنة 1568/1569م، لسنجق إسكوبيا، وناحية تتوفا ما يلي:
- وقف عمارة ومسجد محمد جلبي بن إسحاق بك
- ثلاث قرى (غالات وبوزان وبروشفتش) التي كانت ملكاً، ثم وُقفت واستمرت على وضعها أوقافاً.[12]

وفي الدفتر الإحصائي لعامَي: (1568/1569م)، إذ سجَّل بأن السلطان (بايزيد الثاني)، أمر بإعادة الاعتبار لوقفية قرية (بياستة)، وإثبات كونه وقفاً لإمام المسجد في تتوفا، وتم تسجيل هذا الوقف والذي اعتبر صحيحاً في السجل السلطاني، وقد بلغ الدخل السنوي (من العشر، والضريبة المسمى إسبنجة والضرائب الأخرى، الذي جمع في المدة المذكورة (980) آقجة.
وأوقاف يحيى باشا أحد رجال الدولة العثمانية، المشهور في هذه الحقبة، من الزمن، وأملاك مصطفى باشا، التي تجاوزت في إسكوبيا فقط مائة دكان، وبعبارة أخرى، فإن حوالي:90% منها في إسكوبيا في تلك الفترة كانت أوقافاً.
ووقفية الشيخ عثمان بابا، زعيم الفرقة الكرابشي في مقدونيا، حينها، إذ أنشأ وقفية في إسكوبيا سنة 1699م، وهي عبارة عن تكية، ووقفية الشيخ نور الدين جراحي، وأتباعه، فقد أنشأوا عدة تكايا وقفية في الفترة ما بين (1673- 1720م).
وفي الوقفية التي حررت عام: (1514م)، معلومات تشير عن أوقاف كثيرة، ومنها: بناء جامع ومسجد وعمارة في إسكوبيا، وتثبت الوقفية وقف محطتَي استراحة للقوافل، وعدد كبير من الدكاكين حولهما، وقرى سريشفو وبولاتشان وهراشكوفو وباطنسة وإستاب، ومزارع برزنيتسا، وأرمودلوك وديكوفو، ثم قرى فرابجيشت وتومجويشت، ومزارع ليزان، وفورينو في قضاء تتوفا، ومحطة استراحة للقوافل في ستروغا والدكاكين التي حوله.
ووقفية الحاجة عائشة خاتون بنت محمد أفندي ابن عيسى بك، من إسكوبيا في عام: (1596م)، حيث وقفت سبعة دكاكين بقرب جامع آلاجا، ورثتها من والدها، ثم أرضاً زراعية، وبيتين وحديقة، ومطحنة، ومبلغاً من النقود قدره: (14000) آقجة، واشترطت الواقفة عائشة خاتون، أن يتولى ابنها محمد الطاهر منصب ناظر الوقف بعد وفاتها، وأن يورث هذا المنصب على ذريته، جيلاً بعد جيل.
ويظهر أيضاً الاهتمام بالأوقاف في شمال مقدونيا، ما أسَّسه وأوقفه، مصطفى باشا، وقفاً عائلياً، في مدينة تتوفا، ضم إليه عدداً من البيوت وحقول العنب، والمزارع، والمطاحن، وحماماً، والمراعي، ومزارع بقر جبال شارا، وجمعاً زراعياً، اسمه: (راتاية)، وأملاكاً منقولة وثابتة في قرية غلوموفو.
ومن خلال ما سبق عن بعض الوقفيات في شمال مقدونيا؛ فإن المؤسسة الوقفية تعتبر جزء من المجتمع الإسلامي، إذ أنها تساهم بأنشطتها في نشر الدين والعلوم، وفي تأسيس ورعاية النظام الاجتماعي.

### الأوقاف في جنوب غرب مقدونيا
وقفية سنغور تشاؤش بك بن عبد الله: تعتبر أقدم وقفية مسجلة في مقدونيا بصفة خاصة، وفي منطقة البلقان بصفة عامة والتي تعود إلى النصف الأول من القرن الخامس عشر ميلادي، والتي كتبت عام: 1435م، ويفهم من هذه الوقفية، أنه وقف مبانٍ كثيرة، كان يملكها، ابتغاء مرضاة الله، وبعد أن بنى جامعاً في مدينة بيتولا جنوب غرب مقدونيا، وقف لها خاناً، بناه في بيتولا أيضاً، والدفتر الإحصائي لمدينة بيتولا وضواحيها في جنوب غرب مقدونيا، المؤرخ بـ: 2 مارس 1481م، يذكر تفاصيل عن إيرادات، ومصاريف أوقاف سنغور تشاؤش بك، حيث بلغ دخل الحمَّام في هذه السنة بالذات (6667) آقجة، ودخل الدكاكين وعددها 44 منها 25 داخل المدينة (2500) آقجة، والعائد من إيجار المطاحن لمدة سنتين (2368) آقجة، وإيجار الحديقة قدره(45) آقجة، وذلك لمدة سنة، فبذلك تكون العائدات الإجمالية من المنشآت الوقفية (11580) آقجة.
ومن أغنى المصادر بالمعلومات عن أوقاف مدينة بيتولا، هي سجلات قضاة المدينة التي تُرجِم وطُبِع جزء منها، وتعتبر هذه السجلات شهادات مكتوبة عن عدد كبير من الأوقاف التي أسست في مدينة بيتولا وضواحيها طوال القرنين (السادس والسابع عشر الميلاديين)، وأشهر وأهم الأوقاف، هي: وقف مصلح الدين خوجة، وقف محمود آغا، وقف أحمد باشا، وقف بيزيرجان أرسلان، وقف قر بك، وقف بالي فويفودا، وقف تشاؤش بك، وقف إمحان وفاطمة خاتون، وقف محمد فويفودا، وقف كوبكجي الحاج مصطفى، وقف أغري كوش أفندي، وقف حيدار أفندي، وقف محمود بك، وقف مصطفى سوباشي، وقف سنان جبلي ... الخ.
وأما أشهر الأوقاف في قرى جنوب غرب مقدونيا فهي:
1. وقف درويش أفندي ووقف الحاج محمود بك، في قرية بوقوفا.
2. وفي قرية دوبكا، وقف خسرُ كتخودة.
3. وفي قرية لاحتسي، وقف حيدر القاضي.
4. وفي قرية ستروغو، وقف محمد أفندي.
5. وفي قرية بولوزان، وقف سنغور تشاؤش.
6. وفي قرية كريمنيتسا، وقف سويلمر أحمد تشاؤش.[22]

ويذكر الرحالة أولياء جلبي أوقافاً في مدينة بريليب –جنوب غرب مقدونيا-على النحو الآتي: جامع آلاي بك في السوق، وجامع أرسلان بك، وعدداً من المساجد الصغيرة في أحياء المدينة المختلفة، والمدارس، والكتاتيب، والزوايا الصوفية، وخاناً، وحماما، و200 دكاناً، ومنشأ عاماً وقفه قوجة أرسلان باشا، معاصراً الرحالة أولياء جبلي.
ومن الوقفيات أيضا في جنوب غرب مقدونيا، تحديدا في مدينة دمير حصار، جامع حسن بك، الذي وقفت له أم جولسون هانم بيتاً، و (3000) قرش، وجامع عيسى ديرة في حي العريق الذي بناه أولاد الفاتحين "الأتراك الذين جاءوا إلى مقدونيا من الأناضول"، ومدرسة عبد الله بن أمين آغا، بداخل زاوية كندكاري تكسسي، التي ضمت أيضاً زاوية شيت أفندي.

### الأوقاف في شرق مقدونيا
- أشهر الوقفيات في شرق مقدونيا؛ جامع سعيد بك، وجامع إبراهيم بك، ومدرسة الحاج محمد، وكتاتيب أحمد آغا وخوجة خسرف.[1]
- ووثقت الوقفية المسجلة عام (1746م)، معلومات لوقفيات في مدينة كريفا بالانكا، عن مسجد، وعن متولي الجامع وعن الإمام والخطيب، والمؤذن، حيث خصص لكل واحد من هؤلاء الثلاثة، مرتب يومي قدره (4 آقجات)، وإضافة إلى جامع بيرام باشا هناك معلومات عن ثلاثة مساجد أخرى، وعن زاوية صوفية، روادها من الطريقة النقشبندية،[25] وعن خان، وحمام.[26]
- أوقاف أسرية في مدينة اشتيب، احتوت في غالب الأحيان، على دكاكين، وقطع أرض مخصصة لبناء الدكاكين، وبالتحديد في سوق المدينة.[27]

- ومن الوقفيات، ما ذكره الرحالة أولياء جلبي في مدينة فالاندوفا –شرق مقدونيا-، عن معلومات لجامع كبير، ومسجد صغير، وحمام وخانات، ونحو خمسين دكاناً، وعدد من من حقول العنب والحدائق.[23]

- ووقفية الطائفة الرفاعية، وهي عبارة عن تكايا في مناطق عدة، ومنها منطقة وستروميتسا.[2]

ويذكر السجل الإحصائي لعام (1570م)، تفاصيل عن مدينة ستروميستا في شرق مقدونيا، عن وقفيات متعددة، ومنها: ست مدارس دينية، ووقف قوجة مصطفى باشا، الذي وقف حمامين، ومسلخاً و18 دكاناً، ثم وقف سعيد إبراهيم جلبي، الذي بنى حماماً، وأوصل المياه من نهر تراكانيا إلى صنبورين في المدينة، ثم وقف محمد جلبي بن أفرينوس، الذي وقف معدات وآلات لصيانة الآبار والجسور والحمامات، كما أنشأ مدرسة ابتدائية، ثم وقف الحاج حسن، الذي بنى جسراً على نهر ستروما، وأوقاف دبَّاغ حسين، الذي أنشأ المعمل الأول، لدبغ الجلود في المدينة، ووقف بالي باشا، الذي احتوى في عام (1570م)، على 95دكانا، منها 11 في حالة انهدام.
ومن الأوقاف في شرق مقدونيا، سبعة عشر مسجداً في مدينة ستروميستا، كل منها مسجل بوقفية منفصلة، كما يفترض وجود كتاتيب وزوايا وعمارات وحمامات ومنشآت في كل حي من أحياء المدينة، وأشهر الجوامع: جامع دوراق أفندي، الذي تم بناؤه في عامي 1606-1607م، ثم مجمع جامع قوجة نصطفى باشا، الذي ضم عمارة وتكية، ومنشئات أخرى وقفية.
ومن أشهر المدارس الوقفية في شرق مقدونيا، المدارس المرادية، والتي كان مقرها جامع الغازي مراد هدى وردي، الذي فتح مدينة اشتيب، وفي المدينة مدارس تحفيظ للقرآن، وزوايا للدراويش، ومحطة استراحة لمبيت المسافرين بالمجان، وخانات، ومسبحاً من النهر الجاري في وسط المدينة، وغيرها من الوقفيات، وكلها تعود لوقف أمير أفندي.

### الأوقاف في مقدونيا خلال العهد الحديث
تراجعت الأوقاف في مقدونيا وضعفت مع ضعف الدولة العثمانية، وبعد خروجها من الحكم العثماني، عام (1913م)، تراجعت وضعفت أكثر، وقُسّمَت مقدونيا بين بلغاريا وصربيا، واليونان، ومنذ ذلك الوقت، وقعت بما يسمى اليوم جمهورية مقدونيا، وأصبحت جمهورية تتبع الاتحاد اليوغسلافي، وفي عام: (1948م)، كان هناك قانون الاستصلاح الزراعي الذي استولى على90%، من الأوقاف التي كانت موجودة فـي الاتحاد اليوغسلافـي سابقاً للمسلمين، باسم الاستصلاح الزراعي، إنما فـي كوسوفا، كانت نسبة 90% من الأراضي ومن الأوقاف، قد أخذت بالقوة من قبل الاتحاد اليوغسلافـي.
وخلال فترة حكم تيتو، صودرت كل الأوقاف الإسلامية أراضي ومباني ومساجد، والتي حول بعضها إلى متاحف، وأخرى مخازن، وفي بدايات التسعينات وافق مجلس النواب على قانون إعادة الأملاك الخاصة للمواطنين، لكنه لم يشمل الأوقاف الدينية.
وبعد استقلال مقدونيا عام: (1991م)، قامت الحكومة المقدونية بسن قانون الطوائف الذي أقر في عام 1997م، أن الطوائف الدينية كلها منظمة غير ربحية، ولكن هناك بعض العقبات الإدارية التي تحول دون التطور العادي للمسلمين في مقدونيا، وأهمها: فقدان القانون لإعادة الأوقاف إلى أصحابها من المؤسسات الدينية.
وبغياب هذا القانون، الذي يلغي تأميم الأراضي، تتمكن الدولة من فرض عوائق كبيرة إدارية على المؤسسات الإسلامية فيما يتعلق بعائدات الأوقاف الإسلامية، بل إن الحكومة المقدونية، ترفض إنشاء أوقاف جديدة، من مساجد ومدارس إسلامية، وتمنع حتى إعادة بناء المساجد التاريخية، التي بنيت في عهد الدولة العثمانية، وتهدمت بفعل الزمن، أو بفعل النظام الشيوعي في عهد الاتحاد اليوغسلافي الذي قام بهدمها.

## وصلات خارجية
- الأوقاف في مقدونيا خلال الحكم العثماني
- الإسلام والمسلمون في مقدونيا: الماضي والحاضر